# Province de Camagüey

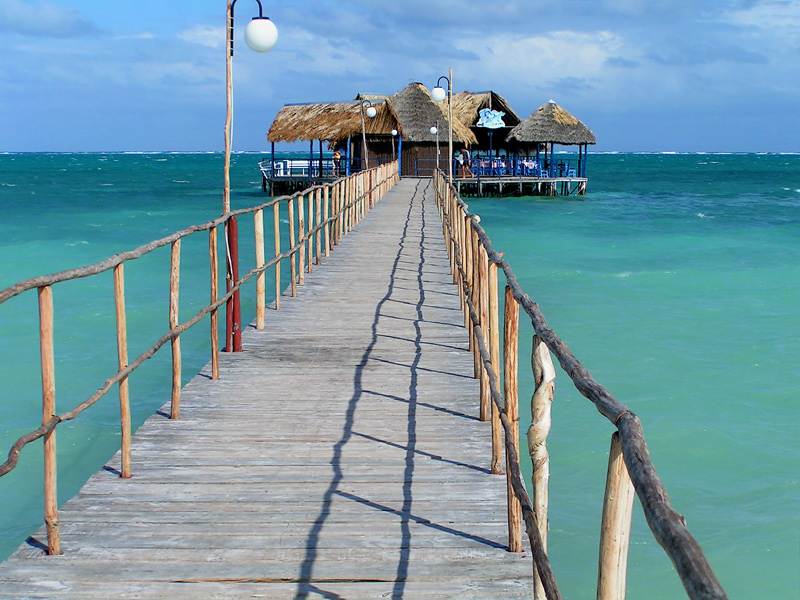
Plage de Santa Lucia

La province de Camagüey est la plus grande province de Cuba. Sa capitale est la ville de Camagüey.

## Géographie
La province est majoritairement plate, et ne possède aucune colline ou chaîne montagneuse importante. Les côtes nord et sud possèdent de nombreux bancs de sable et notamment celui où Fidel Castro a l'habitude d'aller pour pêcher : l'Archipiélago Jardines de la Reina.
On trouve également des plages sablonneuses sur les deux côtes, et en dépit d'un grand potentiel pour le tourisme, la province n'a vu que peu de développement dans ce secteur. À l'exception de la plage de Santa Lucía, sur la côte nord.

## Histoire
Les Unités militaires d'aide à la production (UMAP), camps de travail destinés dans les années 1960, à « rééduquer » les homosexuels et les individus asociaux   sont installées dans la province de Camagüey.

## Économie
L'économie de la province de Camagüey est principalement l'élevage de bétail et de poulets et la culture du sucre et du riz (dans le nord et le sud). Il existe aussi une petite industrie d'agrumes et la capitale accueille une des brasseries de l'île. La province est connue pour sa culture de cow-boy, avec l'organisation fréquente de rodéos.

## Municipalités
1. Camagüey
2. Carlos Manuel de Céspedes
3. Esmeralda
4. Florida
5. Guáimaro
6. Jimaguayú
7. Minas
8. Najasa
9. Nuevitas
10. Santa Cruz del Sur
11. Sibanicú
12. Sierra de Cubitas
13. Vertientes

## Personnalité liée à la province
Huber Matos, qui a libéré Santiago de Cuba, est nommé commandant militaire de la province de Camagüey. Mais il critique Fidel Castro et il est en désaccord avec la suppression d'une part de la Constitution démocratique et progressiste de 1940 et d'autre part des élections libres. Il présente sa démission, le 19 octobre 1959. Il est alors traduit devant un tribunal, Fidel Castro le fait condamner  à 20 ans de prison.

## Source
- (en) Cet article est partiellement ou en totalité issu de l’article de Wikipédia en anglais intitulé « Camagüey Province » (voir la liste des auteurs).